# San Isidro la Cañada
San Isidro la Cañada är en ort i Mexiko.   Den ligger i kommunen San Vicente Coatlán och delstaten Oaxaca, i den sydöstra delen av landet, 400 km sydost om huvudstaden Mexico City. San Isidro la Cañada ligger 1 615 meter över havet och antalet invånare är 112.
Terrängen runt San Isidro la Cañada är lite bergig, och sluttar västerut. Runt San Isidro la Cañada är det glesbefolkat, med 15 invånare per kvadratkilometer. Närmaste större samhälle är San Vicente Coatlán, 9,9 km nordväst om San Isidro la Cañada. I omgivningarna runt San Isidro la Cañada växer huvudsakligen savannskog.